# FL Studio
FL Studio (2003年前被称为FruityLoops），是一款由比利时公司Image-Line開發的數位音頻工作站。FL Studio能为图形用户界面提供基于乐段(pattern)的音乐音序器。Image-Line为该软件提供终身免费更新服务，这意味着客户在购买一次后即可免费获得该软件将来的所有更新。Image-Line公司同样开发了用于iPod Touch、iPhone、iPad和Android的移动应用程序FL Studio Mobile。FL Studio 是以樂段(pattern)為基礎的編曲軟件，即是使用漸進式編曲機(Step Sequencer)和钢琴軸(Piano Roll) 為其創作的方式，並在編輯播放視窗(Playlist window)下將樂段組合成完整歌曲。此外，FL Studio 可通過自動化控制(automation)來加以編輯，使所作的樂曲與眾不同。
FL Studio还可以使用VST、VSTi等插件，在其他音频工作站程序中用作VST乐器(VST instrument)，还能用作ReWire客户端。FL Studio還提供了其他的VST樂器和音频应用程序。
FL Studio已被嘻哈音乐和电子音乐的制作者所使用，例如：马丁·盖瑞、艾维奇、羅百吉、低頻獵人、Zardonic、Boi-1da、 Seven Lions、9th Wonder、 梅特罗·布明、艾伦·沃克, Southside, Mike Will Made It、Musata、Dyro、Madeon、Slushii, Afrojack, Frasigan和Porter Robinson等。

## 軟體概述

### 配置要求
处理器：至少2GHz或以上的双核CPU
运行系统：Windows 8.1、10、11，配备Intel处理器或Apple Silicon的Mac（Windows版本不支持ARM架构）
内存：至少 4 GB
硬盘空间：最少 4 GB的可用空间
声卡：支持DirectSound以及ASIO驱动程序

### 版本
FL Studio共有5个版本：
- 试用版 (Trial Edition)
- 基础版 (Fruity Edition)
- 进阶版 (Producer Edition)
- 高级版 (Signature Bundle)
- 完整版 (All Plugins Edition)
- 移动版：供iOS以及Android平台使用

### 特色
- 可添加至500条音軌，單軌最多可加入8個插件

- 允許將任一音軌輸出至其他音軌中，並建立虛擬混音鏈
- 支援ASIO輸入音軌錄音 (用於錄製MIDI, 歌聲等)
- 每個單獨音軌可加入參數式等化器、調節音量和左右聲道

- 內建32位元浮點混音(floating point mixing)和最大至 96 kHz 立體聲
- 若電腦的CPU可以在64符點下工作，結合DirectSoundWDM和ASIO Audio Stream Input/Output錄音卡，可支援聲音輸出和ASIO驅動模式錄製。
- 支援WAV、MP3、OGG、WavPack、AIFF、REX和视频格式导出

## 插件[13]
FL Studio附带着各種插件和合成器（軟件合成器）。FL Studio也支持第三方的VST和DirectX外掛程式；支持VST，VST2，VST3，DX和ReWire的兼容性。許多外掛程式也作為獨立的程序獨立運作。

### 虛擬效果
FL Studio結合了多種聲音效果器，包括常見的合唱效果，動態範圍壓縮，延遲，鑲邊，移相器,  混響，等化器，聲碼，最大化和限制器。
- Gross Beat：實時的音調和音量操控效果器
- Hardcore Guitar Effects Suite：面向吉他手設計的外掛程式套件，也可使用於其他樂器上
- Juice Pack：集合所有FL Studio中使用的VST插件，可在其他宿主軟體使用
- Fruity Vocoder：實時聲碼效果器
- Vocodex：語音編碼器.
- NewTone：音高修正操作的編輯器，可以切片，修正和編輯人聲，器樂以及其他錄音
- Pitcher：MIDI音高修正器
- Patcher：旁練效果的免費插件，可以快速上傳新項目
- ZGameEditor Visualizer：開源的免費可視化效果外掛程式（ZGameEditor）

### 取樣器
- DirectWave Sampler：提供樣品記錄，波形編輯和DSP數字信號處理效果
- SliceX：用於處理和重新編排录音切片

### 合成器
FL Studio內建超過32種專業虛擬樂器，其中一部分是Demo版本。
- 3x Osc：具有三個可編程的振荡器，能以较低的内存利用率产生明亮的声音
- Autogun：一個簡單的合成器，可合成超過40億個音色
- Boo Bass：單聲道的贝斯模擬器
- Buzz Generator Adaptor：波表發聲器
- Drumaxx：打击乐合成
- DrumSynth Live：打击乐合成
- DX10FM：FM調頻插件
- FL Slayer：電吉他模擬器，可製造上百个吉他聲效果
- Groove Machine：虛擬鼓機效果器
- Harmless：減法/加法合成器
- Harmor：加法/減法合成器
- Morphine：加法合成器/混音器
- PoiZone：减法合成器
- Sakura：琴弦效果模拟器
- Sawer：减法合成器
- SimSynth Live：内置三个振荡器的类比合成器
- SynthMaker：图形化合成器
- Sytrus：一款結合了減法合成器，加法合成器，FM合成器和鈴聲調製等合成器軟件的插件
- Toxic Biohazard：FM调频器
- WASP/WASP XT：三振荡合成器

## 支持
FL Studio擁有廣泛的幫助文件以對軟件使用者提供幫助。已購買的用戶也能在官方線上論壇註冊成為會員，且所有购买了FL Studio的用户均可获得终身免费更新。

## 外部連結
- FL Studio 官方網站 （页面存档备份，存于）
- FL Studio 安装网站 （页面存档备份，存于）